# Georg Leonard von Heijne
Georg Leonard von Heijne, född 15 februari 1772 i Rökulla, död 12 maj 1851, var en svensk militär (överstelöjtnant) och godsägare.

## Biografi
Georg Leonard von Heijne var son till Georg Fredrik von Heijne och Margareta Charlotta Rääf i Småland. Han blev volontär vid Kronobergs regemente 1780 och därefter rustmästare 1788. År 1789 befordrades han till fänrik. År 1791 utnämndes han till kammarpage hos kungen. Vidare blev han sekundadjutant vid regementet 1792. År 1792 befordrades han till löjtnant vid livgrenadjärregementets rothållsfördelning och fortsatte sin militära bana och utnämndes till stabslöjtnant där 1794. År 1796 blev han kapten i armén och vid regementet 1799. Han blev riddare av Svärdsorden 1805.
Vid sidan av sin militära karriär var han ägare till Tranås säteri i Säby socken från 1798 till 1816. Därefter ärvde han Molstaberg i Vårdinge socken 1816. Efter hans frus, friherrinnan Christina Florentina Ulrika von Lingen, bortgång den 18 juli 1840 på Molstaberg, ärvde han Haneberg i Näshulta socken. Han gifte sig med friherrinnan Christina Florentina Ulrika von Lingen den 30 december 1798 i Linköping. Hon var dotter till kommissionssekreteraren, friherre Herman von Lingen, och hans första fru friherrinnan Henrietta Jakobina von Düben.